# Камінь-Каширський (станція)
Ка́мінь-Каши́рський — закрита залізнична станція Рівненської дирекції Львівської залізниці, яка обслуговує районний центр Волинської області місто Камінь-Каширський Камінь-Каширського району.
Є кінцевим пунктом одноколійної неелектрифікованої тупикової лінії Вербка — Камінь-Каширський (49 км).
Станція має дві платформи, бокову та острівну, декілька колій, а також товарний склад.
Станція відкрита 1916 року. До 10 квітня 2010 року курсувало два потяги сполученням Ковель — Камінь-Каширський. Станом на 2018 рік в ходу єдиний вантажно-пасажирський потяг № 961/962 Ковель — Камінь-Каширський. Згодом поїзд і зовсім скасували.
Закрита в 2024 році.

## Галерея

Вантажно-пасажирський потяг Ковель — Камінь-Каширський